# Arborea
Arborea (sardinsky: Arborèa) je italská obec (comune) v provincii Oristano v regionu Sardinie. Město se nachází ve výšce 7 metrů nad mořem. Žije zde přibližně 3 700 obyvatel. Rozloha obce je 94,96 km².